# 葉問
葉 問（よう もん、普通話：イェー・メン、広東語：イップ・マン、1893年10月1日 - 1972年12月2日）は、香港の中国武術家。詠春拳葉問派宗師。本名は葉 継問（よう けいもん、普通話：イェー・ジーメン）。

## 生涯

### 仏山での前半生
広東省南海人である。葉一族は仏山では桑畑や綿花畑、製糸工場などを経営しており、裕福な家の次男として生を受けた。兄と姉が一人ずつ、妹が一人の6人家族であった。1904年の詠春拳入門時、師である陳華順は54歳、葉問は11歳であり、陳華順にとっては最晩年の弟子にあたる。直接武館には通わず、葉家の祖師堂に師を呼んで銀1両半で米60キロが買えた時代に、月額銀8両という高額な月謝を支払って個人教授を受けていた。
陳華順が亡くなったのちも「葉問が最後まで詠春拳を修行できるように」と師が兄弟子達へ遺言したことによって修行は続けられる事となる。陳華順の代わりに面倒を見たのは葉問にとって兄弟子にあたる呉仲素。既に仏山の線香街で詠春拳の武館を開いていたため面倒を見る形となった。この時に呉仲素の計らいで広州派詠春拳伝承者の阮奇山とも交流しながら拳技を磨いた。
1909年、16歳の葉問は香港へ留学。赤柱に現在もある聖士提反書院（St. Stephen's College）で、科学に興味を覚え外国語や数学など勉学に勤しんだ。留学の間は詠春拳の練習を中断せざるを得ない状況であったが、詠春拳の基本の型である小念頭、尋橋、標指という3つの套路を制定したといわれる梁贊（1826～1901）の実子梁璧と出会い、留学期間中も詠春拳を稽古する機会を得る。1918年、仏山に戻った葉問は警察官の職についたのち、張永成と結婚。7人の子女をもうけたが3人は夭逝し2男（葉準、葉正）2女が残った。
1937年、日中戦争が始まると葉家は日本軍に接収され邸宅は日本軍の司令部となり、裕福な暮らしを送っていた葉問は45歳で家族とともに仏山を離れた。
1941年、48歳の時には友人の周清泉の息子、周雨耕をはじめ7人に初めて詠春拳を教授することになる。日本軍の接収は十分な対価が支払われるものではなかったため、豊かであった生活は困窮することになった。
このようなこともあり、葉問は詠春拳を”日本人には教えるな”とするようになった。
長男葉準によると、父葉問は助けを請わない人間だったが他人を助ける人だったといい、息子に武術を習うよう無理強いすることはなかった。
大東亜戦争の終結後の国民党政権下では警察局刑偵隊隊長、督察長、広州市衛戍司令部南区巡邏隊上校隊長などを歴任。しかし1949年に国共内戦が激化。共産党の政権掌握に至って、国民党の要職にあったことから身の危険を感じた葉問は、身分証明書の名前も「葉溢」に変え妻子を残したままマカオ経由で香港へ逃亡（亡命）した。

### 香港での後半生
香港での生活は困窮を極め、生活のため弟子を取って詠春拳を教えようと、あらゆる縁を頼って友人知人を尋ね歩いた。
1950年5月、香港留学時代からの友人であった李民の計らいにより梁相が書記長を務める「港九飯店職工總會」で最初の稽古を開始、参加者は16名。7月には新しいクラスが開始され人数は30名を超えた。しかし参加者には脱落者が多く、最終的に残ったのは後に「標指王」と呼ばれた梁相と「尋橋王」と呼ばれた駱耀の2人だけであった。
脱落者の続出に葉問は、学生時代に培った現代科学の明快で合理的な考え方に基づいた教授方法を採用しようと決意。中国武術が旧態依然とした伝統的な指導方法を用いていた時代に、科学的な視点で合理的に指導するのは異例の出来事である。それによって気 、陰陽 、五行 、八卦 など実証することの困難な形而上学に終始する東洋哲学から脱却し、理解しやすく論理的な指導を実践した（詳細は「詠春拳」を参照）。
この初期に弟子であった者には、標指王・梁相、尋橋王・駱耀、小念頭王・徐尚田、講手王・黄淳樑がおり、彼らは詠春四大天王とも葉問四大弟子とも呼ばれ、詠春拳の普及に寄与し、やがて葉問派詠春拳は香港で一大門派へと発展していった。また1953年には13歳のブルース・リーが入門。5年間葉問のもとで修業している。

イップ・マンと18歳のブルース・リー

香港に来たばかりの頃は大陸と香港の往来も自由であり、家族はしばしば葉問のもとを訪れている。家族を呼び寄せるため、手始めとしてまず妻が香港に移住するための身分証を申請、受け取って一旦仏山に戻った。
しかし1951年元日から大陸と英領香港の国境が突如封鎖され、出国制限が施行されると、家族に会うことがかなわなくなった。その後葉問は1人の女性と暮らし始め、女性との間に息子葉少華が生まれている。また香港ではアヘンを吸っていたという。
1960年には仏山で妻張永成が病死、1962年長男葉準と、次男葉正がともに香港へ密航。再会した父葉問は香港で職をみつけた息子達に詠春拳を教え始める。長男葉準が37歳の時であった。90歳を超え現在は世界詠春聯會の永遠栄誉主席を務める葉準によると、生前の葉問は争いごとを避け”カンフーは喧嘩のためのものではない。他人を虐げるためにそれを使えば、勝っても負けてもそれはただの負けでしかない”と考えており、「これは父親の理念であり真の武術家ならみな心得ていることです」としている。

### 晩年

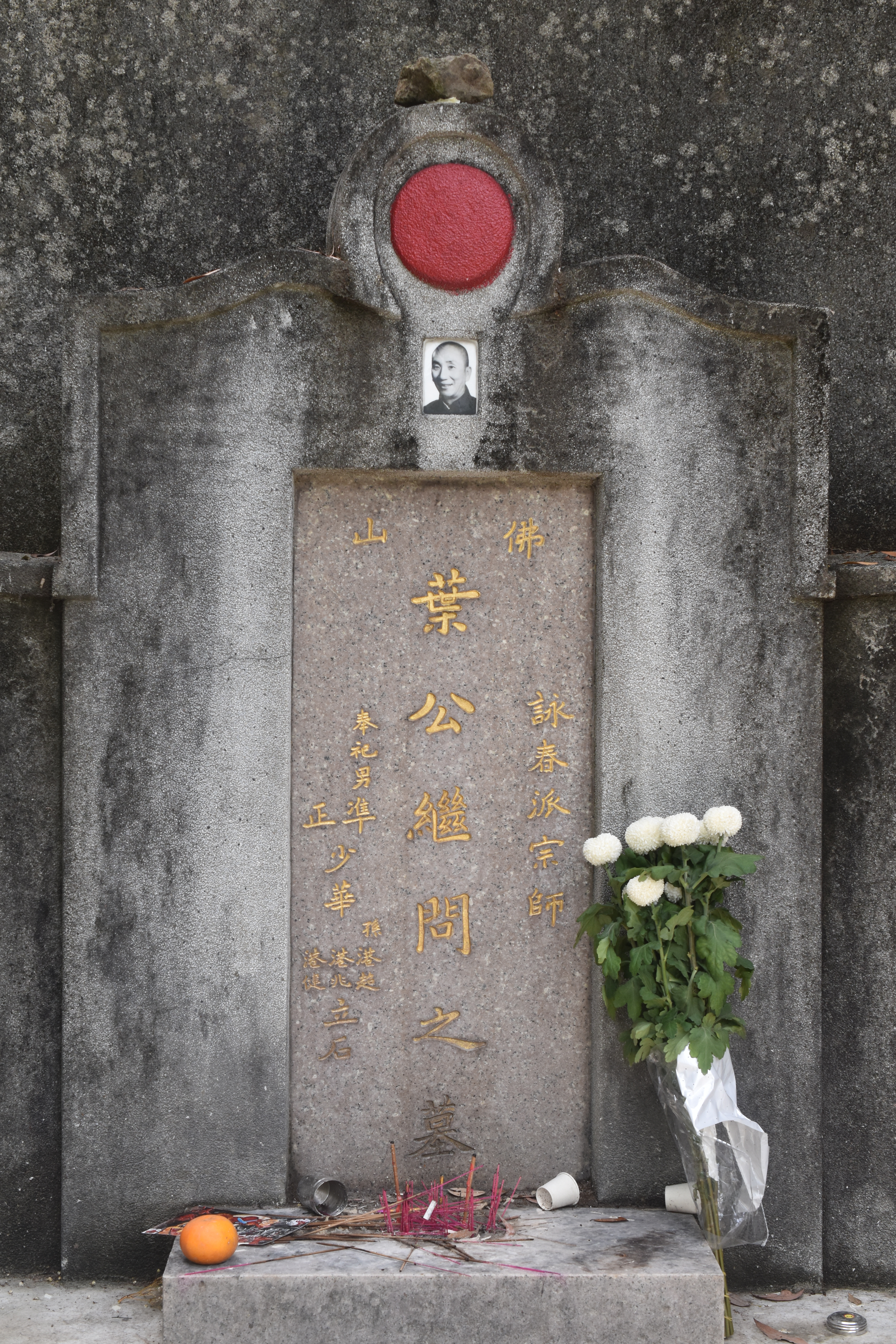
粉嶺蝴蝶山にある墓碑

1964年には九龍、旺角通菜街の一室を終の棲家と決めて自らの武館を閉め、個人教授を受け付けるのみとした。晩年の人柄について葉問の弟子である黄淳樑が自身の弟子温鑑良に聞かせたエピソードによると、ある夜自宅のベルが鳴り続けるので誰かとドアを開けたところ、いきなり葉問が蹴りを出し、「おい、何のために功夫をやってるんだ？油断するなよ、私が強盗なら命はないな！」と言ったといい、さらに二度目の呼び鈴で目を覚ました時は、構えてドアを開けると「今度はよし！」。師は老いてなおいたずらっ子だったと語っていたという。温鑑良は「自分の師匠黄淳樑はあの方の事が大好きでした」とインタビューに答えている
1968年、葉問は悲願であった葉問派詠春拳の統括団体である「詠春聯誼會（後の詠春體育會、Ving Tsun Athletic Association）」を設立。詠春體育會は、香港の武術団体では初めて香港政府から認可を受け、社団（法人格）を取得した。そして1972年12月1日、九龍・旺角通菜街の自宅で逝去した。享年79。香港新界北部、粉嶺にある蝴蝶山に埋葬された。亡くなる一カ月前には套路と木人樁法を撮影した短いモノクロフィルムを残しており、多くの動画サイトでその最晩年の姿を見ることができる。
2002年には故郷である仏山に博物館「葉問堂」が建設された。2012年にはリニューアルされ、世界中の詠春拳門下生が訪れるだけでなく、仏山の観光名所のひとつとなっている。

## 門下生
- 鄒子傳
- 梁相
- 駱耀
- 徐尚田
- 黄淳樑
- ブルース・リー (李小龍)
- 梁紹鴻

## 葉問を主人公とした作品

### 映画
2008年の『イップ・マン 序章』のヒット以来多くのイップ・マン作品が作られたが、史実に完全に一致した作品はなく、すべて脚色またはオリジナルストーリーとして構成されている。
- イップ・マン 序章（原題《葉問》） - 2008年の香港・中国合作映画。ウィルソン・イップ監督、ドニー・イェン主演。
  - イップ・マン 葉問（原題《葉問2》） - 2010年の香港・中国合作映画。ウィルソン・イップ監督、ドニー・イェン主演。上記作品の続編。
  - イップ・マン 継承（原題《葉問3》） - 2015年の香港・中国合作映画。ウィルソン・イップ監督、ドニー・イェン主演。シリーズ第3作。
  - イップ・マン 完結（原題《葉問4 完結篇》） - 2019年の香港・中国合作映画。ウィルソン・イップ監督、ドニー・イェン主演。シリーズ第4作目にして最終作。
- イップ・マン 誕生（原題《葉問前傳》） - 2010年の香港映画。ハーマン・ヤオ監督、デニス・トー主演。上記シリーズとは無関係。
  - イップ・マン 最終章（原題《葉問：終極一戰》） - 2013年の香港映画。ハーマン・ヤオ監督、アンソニー・ウォン主演。上記作品の続編。
- グランド・マスター（原題《一代宗師》） - 2013年の香港・中国合作映画。ウォン・カーウァイ監督、トニー・レオン主演。
- イップ・マン 宗師（原題《葉問宗師》） - 2019年の中国映画。リ・リーミン監督、デニス・トー主演。上記シリーズとは無関係。

### TVドラマ
- イップ・マン（原題《葉問》） - 2013年の中国の連続テレビドラマ。ケビン・チェン（中国語版）主演。